# Manuel Raga
Manuel "Manolo" Raga Navarro (Aldama, 14 de março de 1944) é um ex-basquetebolista mexicano que disputou os Jogos Olímpicos em 1964, 1968 e 1976. Ele fazia parte da seleção Mexicana que ganhou uma medalha de prata no 1967 Jogos Pan-Americanos. Em 2008, ele foi nomeado um dos 50 Maiores Euroliga Contribuintes. Em 2016, ele se tornou um membro do Hall da Fama da FIBA.

## Carreira
Apelidado de  "O Mexicano Voador", Raga jogou profissionalmente para Varese no Campeonato italiano, a partir de 1968 a 1973, e ganhou três Euroligas . Em 1970, ele se tornou o primeiro jogador a partir de uma liga internacional a ser selecionado no Draft  da NBA, quando o gerente geral do Atlanta Hawks, Marty Blake, levou-o com 167 escolha geral. No entanto, Raga nunca jogou na NBA.

## Conquistas
- FIBA Taça dos Campeões Europeus (3): 1969-70, 1971-72, 1972-73
- Ligue Nationale de Basket (Suiça) (3): 1974-75, 1975-76, 1976-77
- Taça da Suíça (2): 1975-76, 1976-77